# Radiant Entertainment
Radiant Entertainment, Inc. là một nhà phát triển trò chơi video của Mỹ có trụ sở tại Los Altos, California. Được thành lập bởi hai anh em sinh đôi Tom và Tony Cannon vào năm 2011, công ty đã phát triển Stonegetth, một trò chơi xây dựng thành phố, được phát hành vào tháng 7 năm 2018. Radiant Entertainment đã được Riot Games mua lại vào tháng 3/2016.

## Lịch sử
Trước khi ra mắt Radiant Entertainment, người sáng lập của nó, anh em sinh đôi Tom và Tony Cannon, đã được tuyển dụng làm kỹ sư phần mềm cho VMware. Bộ đôi này bắt đầu phát triển trò chơi video toàn thời gian vào năm 2011, sáng lập Radiant Entertainment với tư cách là nhà phát triển game độc lập ở Los Altos, California. Các dự án giải trí trước Radiant khác của cặp song sinh Cannon bao gồm giải đấu eSports Evolution Championship Series và nền tảng phần mềm trung gian GGPO cho các trò chơi chiến đấu.  Radiant Entertainment đã phát động một chiến dịch Kickstarter cho trò chơi đầu tiên của họ, trò chơi xây dựng thành phố Stone Feelth, vào ngày 29 tháng 4 năm 2013. Ban đầu cả hai chỉ mong có được 120,000 đô la Mỹ, khoản tài trợ kết thúc một tháng sau đó với tổng số 751,920 đô la Mỹ cam kết từ những người ủng hộ. Trò chơi đã được phát hành vào ngày đầu tiên vào ngày 3 tháng 6 năm 2015, và nó đã được phát hành đầy đủ vào tháng 7 năm 2018 mà không hoàn thành đầy đủ các mục tiêu kéo dài. Sau khi phát hành trò chơi, trong vòng tài trợ hạt giống tháng 6 năm 2015, Radiant Entertainment đã nhận được 4,5 triệu USD từ Andreessen Horowitz, London Venture Partners và General Catalyst.